# Formativo Superior
El Formativo Superior es el tercer y último periodo del Formativo Andino que comprende desde la aparición de culturas como: Paracas, Vicús, Pucará, conocidas como las "Culturas Puente", de clara influencia chavín hasta la descomposición del Formativo. En otras palabras el fin de la Cultura Chavín, sin embargo aquellas "Culturas Puente" seguirán existiendo hasta mediados del periodo Intermedio Temprano.

## Denominaciones
Este periodo es conocido también con las siguientes denominaciones:
- Formativo Final
- Formativo de Transición
- Chavín decadente

## Cronología
| Cronología            | Fecha de inicio                                                           | Fecha de término                                            |
| --------------------- | ------------------------------------------------------------------------- | ----------------------------------------------------------- |
| 700 a. C. - 200 a. C. | Aparición de sociedades con características propias diferentes de Chavín. | Descomposición del Formativo (fin de la influencia Chavín). |

## Características generales
- Disminución paulatina de la influencia Chavín.
- Surgimiento de las "Culturas Puente".
- Desarrollo del tejido a telar.
- Desarrollo de la cerámica polícroma.
- Especialización en la construcción de tumbas y el desarrollo de las técnicas de momificación.

## Cultura principal
| Cultura         | Ubicación | Ubicación    | Cronología            | Descubridor (es)              | Observaciones                             |
| --------------- | --------- | ------------ | --------------------- | ----------------------------- | ----------------------------------------- |
| Cultura         | Zona      | Departamento | Cronología            | Descubridor (es)              | Observaciones                             |
| Paracas Caverna | Tajahuana | Ica          | 700 a. C. - 200 a. C. | Julio C. Tello, Donald Latrap | Trepanación craneana. Cerámica polícroma. |

## Otras culturas
| Cultura       | Ubicación                                                        | Ubicación           | Cronología             | Descubridor (es)      | Observaciones                            |
| ------------- | ---------------------------------------------------------------- | ------------------- | ---------------------- | --------------------- | ---------------------------------------- |
| Cultura       | Zona                                                             | Departamento        | Cronología             | Descubridor (es)      | Observaciones                            |
| Chavín        | Ribera del río Mosna                                             | Áncash              | 1200 a. C. - 200 a. C. | Julio C. Tello        | -                                        |
| Cupisnique    | Valle de Virú y partes del actual departamento de Lambayeque     | La Libertad         | -                      | -                     | -                                        |
| Vicús         | Margen izquierdo del río Chira                                   | Piura               | -                      | Ramiro Matos Mendieta | Venus de Frías (diosa de la fertilidad). |
| Pucará        | Lamba, noroccidental del lago Titicaca                           | Puno                | -                      | -                     | Transición entre Chavín y Tiahuanaco.    |
| Salinar       | Valles de Moche y Chicama                                        | La Libertad         | -                      | -                     | Transición entre Chavín y Moche.         |
| Gallinazo     | Valles de Virú, además se extendió de Jequetepeque hasta Huarmey | La Libertad, Áncash | -                      | -                     | Transición entre Chavín y Moche.         |
| Virú          | Valles de Chicama y Virú                                         | La Libertad         | -                      | -                     | -                                        |
| Chanapata     | -                                                                | Cuzco               | -                      | -                     | -                                        |
| Chiripa       | Cuenca del lago Titicaca                                         | La Paz              | -                      | -                     | -                                        |
| Wankarani     | Norte y noreste del lago Poopó                                   | Oruro               | -                      | -                     | -                                        |
| Tiahuanaco II | Cuenca del lago Titicaca                                         | La Paz              | -                      | -                     | -                                        |